# Raval, Raval...
Raval, Raval... és una pel·lícula espanyola del 2007, a cavall entre la ficció documental i el cinema d'autor, dirigida per Antoni Verdaguer i Serra, ambientada al barri del Raval de Barcelona. Ha estat doblada al català. Prèviament a la seva estrena va competir a la secció oficial del Festival de Cinema del Caire.

## Sinopsi
És una història de ficció en clau documental i de caràcter coral sobre la vida quotidiana al barri del Raval, escenari on es posen en joc tots els conflictes interns de la ciutat de Barcelona, una ciutat mestissa i allunyada de la retòrica dels polítics, "un veritable Fòrum de les cultures". El punt de partida argumental són les petites històries dels seus habitants, a vegades ficcionades i a vegades mostrades a raig de càmera: una dona pakistanesa abandonada amb sis fills i a punt de ser desnonada, un ancià que s'aconverteix a l'islam, una prostituta, els amos d'un bar, uns artistes i un cantant d'un grup. Aquests fragments de realitat constitueixen una mirada sense prejudicis i original sobre el dia a dia al cor de Barcelona.

## Nominacions
Fou nominada a la Millor pel·lícula en versió original catalana als VI Premis Barcelona de Cinema.